# Mehrdad Minavand
Mehrdad Minavand Chal (persan : مهرداد میناوند) (né le 30 novembre 1975 à Téhéran et mort le 27 janvier 2021, des suites d'une infection au Covid-19) est un footballeur international iranien, qui évoluait au poste de milieu de terrain, avant de devenir entraîneur.
Plus tard il s'est reconverti dans la chanson (principalement de la pop iranienne).

## Biographie

### Carrière dans le football

#### Carrière de joueur

##### Carrière en sélection
Avec l'équipe d'Iran, il joue 65 matchs (pour 4 buts inscrits) entre 1996 et 2002. 
Il figure dans le groupe des sélectionnés lors de la coupe du monde de 1998. Lors du mondial, il prend part à trois matchs : contre la Yougoslavie, les États-Unis et enfin l'Allemagne.
Il joue également 18 matchs comptant pour les tours préliminaires de la coupe du monde, lors des éditions 1998 et 2002.
Il participe enfin à deux Coupes d'Asie des nations : en 1996 puis en 2000.

## Palmarès de footballeur
- Troisième de la Coupe d'Asie des nations 1996 avec l'équipe d'Iran
- Champion d'Iran en 1996, 1997 et 2002 avec le Persépolis Téhéran
- Champion d'Autriche en 1999 avec le Sturm Graz
- Vainqueur de la Coupe d'Autriche en 2002 avec le Sturm Graz
- Vainqueur de la Supercoupe d'Autriche en 1999 avec le Sturm Graz